# Мензура
Мензурата е цилиндричен лабораторен съд за измерване обем на течност. Всяка маркирана линия върху цилиндъра обозначава количеството течност, която се измерва.

## Материали и структура
По-големите мензури се правят от полипропилен (PP), поради отличната му химическа устойчивост, или от полиметилпентен, поради прозрачността му. Поради това те са по-леки и по-нечупливи от стъклото. Полипропиленът е лесен за многократно третиране с автоклав. Все пак, автоклавите надвишаващи 121 °C могат да изкривят или повредят полипропиленовите мензури, така нарушавайки точността им на измерване.
Традиционната мензура обикновено е тясна и висока, за да се увеличи прецизността на измерването на обема. Има пластмасово или стъклено дъно и улей за лесно изливане на течността. Мензурите са смесване имат тапа (шлиф) вместо улей, така че да могат да бъдат затваряни или да бъдат свързвани директно с други елементи чрез тръби. С такъв вид цилиндър измерваната течност не се излива директно, а често се източва чрез канюла. Мензурата трябва да се чете като повърхността на течността е на нивото на очите, където центърът на мениска показва линията на измерване. Обичайният капацитет на мензурата варира от 10 ml до 1000 ml.

## Употреба
Мензурите често се използват за измерване на обем течност. Като цяло те са по-точни и прецизни от колбите и лабораторните чаши, но не бива да се използват за извършване на обемен анализ. Вместо това, следва да се използва мерителна колба или пипета. Понякога мензурите се използват за косвено измерване на обема на твърдо тяло чрез измерване на изместваната от него течност.
Обемът на мензурите се обозначава чрез скала: 100-милилитровите цилиндри са разделени на по 1 ml, докато 10-милиметровите – на по 0,1 ml.

## Измерване
За да се отчете измерения обем с точност, наблюдението трябва да става на нивото на очите и в долната част на мениска на нивото на течността. Основната причина отчитането на обема да става при мениска се дължи на естеството на течността в затворено тясно пространство. Течността в цилиндъра би се изместила към стените му, поради молекулните сили. Това кара повърхността на течността да приеме изпъкнала или вдлъбната форма, в зависимост от вида течност. Отчитането на течността в долната част на вдлъбнатината или в горната част на изпъкналостта е равнозначно на отчитането ѝ при мениска.